# Stadium Arcadium
Stadium Arcadium – dwupłytowy album amerykańskiej grupy rockowej Red Hot Chili Peppers wyprodukowany przez Ricka Rubina.
Pierwotnie zespół miał wydać dwa albumy w krótkich odstępach czasu, jak to w przeszłości zrobił System of a Down oraz Guns N’ Roses. Ze względu na "nieświeżość" nagrań w momencie wydania ostatniej z płyt zdecydowano się na wydanie dwupłytowego albumu.
Nagranie w Polsce uzyskały status platynowej płyty.

## Lista utworów

### CD 1: Jupiter
1. "Dani California" – 4:42
2. "Snow (Hey Oh)" – 5:34
3. "Charlie" – 4:37
4. "Stadium Arcadium" – 5:15
5. "Hump de Bump" – 3:33
6. "She's Only 18" – 3:25
7. "Slow Cheetah" – 5:20
8. "Torture Me" – 3:44
9. "Strip My Mind" – 4:19
10. "Especially in Michigan" – 4:00
11. "Warlocks" – 3:25
12. "C’mon Girl" – 3:48
13. "Wet Sand" – 5:09
14. "Hey" – 5:39

### CD 2: Mars
1. "Desecration Smile" – 5:02
2. "Tell Me Baby" – 4:07
3. "Hard to Concentrate" – 4:01
4. "21st Century" – 4:22
5. "She Looks to Me" – 4:06
6. "Readymade" – 4:30
7. "If" – 2:52
8. "Make You Feel Better" – 3:51
9. "Animal Bar" – 5:25
10. "So Much I" – 3:44
11. "Storm in a Teacup" – 3:45
12. "We Believe" – 3:36
13. "Turn It Again" – 6:06
14. "Death of a Martian" – 4:24

### Bonus Tracks: Venus
1. "Million Miles of Water" – 4:05
2. "Whatever We Want" – 4:48
3. "Lately" – 2:56
4. "A Certain Someone" – 2:26
5. "Mercy Mercy" – 4:02
6. "Funny Face" – 4:48
7. "I'll Be Your Domino" – 3:58
8. "Joe" – 3:55
9. "Save This Lady" – 4:20

## Muzycy
- Anthony Kiedis – śpiew
- Flea – gitara basowa, trąbka
- John Frusciante – gitara, chórki
- Chad Smith – perkusja
- Omar Rodríguez-López – gitara (gościnnie)

## Teledyski
Płytę promują single oraz teledyski do utworów "Dani California", "Tell Me Baby", "Snow (Hey Oh)", "Desecration Smile", "Hump de Bump", "Charlie".

## Pozycje na listach
Album w wielu krajach zajmował czołowe miejsca na oficjalnej liście sprzedaży płyt.
| Państwo            | Pozycja |
| ------------------ | ------- |
| Australia          | 1       |
| Austria            | 1       |
| Argentyna          | 6       |
| Belgia             | 1       |
| Czechy             | 1       |
| Dania              | 1       |
| Finlandia          | 1       |
| Francja            | 1       |
| Grecja             | 1       |
| Islandia           | 2       |
| Izrael             | 1       |
| Japonia            | 1       |
| Meksyk             | 1       |
| Norwegia           | 1       |
| Polska             | 1       |
| Słowenia           | 1       |
| Wielka Brytania    | 1       |
| U.S. Billboard 200 | 1       |